# ريبيكا غروندي
ريبيكا غروندي (1990 - ) (بالإنجليزية: Rebecca Grundy)‏ هي لاعبة كريكت بريطانية.

## وصلات خارجية
- ريبيكا غروندي على موقع إي آس بي آن كريك إنفو (الإنجليزية)